# Aloe inamara
Aloe inamara är en grästrädsväxtart som beskrevs av Leslie Larry Charles Leach. Aloe inamara ingår i släktet Aloe och familjen grästrädsväxter. Inga underarter finns listade i Catalogue of Life.